# Phostria vitrifera
Phostria vitrifera là một loài bướm đêm trong họ Crambidae.